# Froissy
Cet article concerne la commune. Pour le hameau où se trouve le terminus du Chemin de fer Froissy-Dompierre, voir Froissy (La Neuville-lès-Bray).
Froissy est une commune française située dans le département de l'Oise, en région Hauts-de-France.
Ses habitants sont appelés les Froissiliens et les Froissiliennes.

## Géographie

### Description

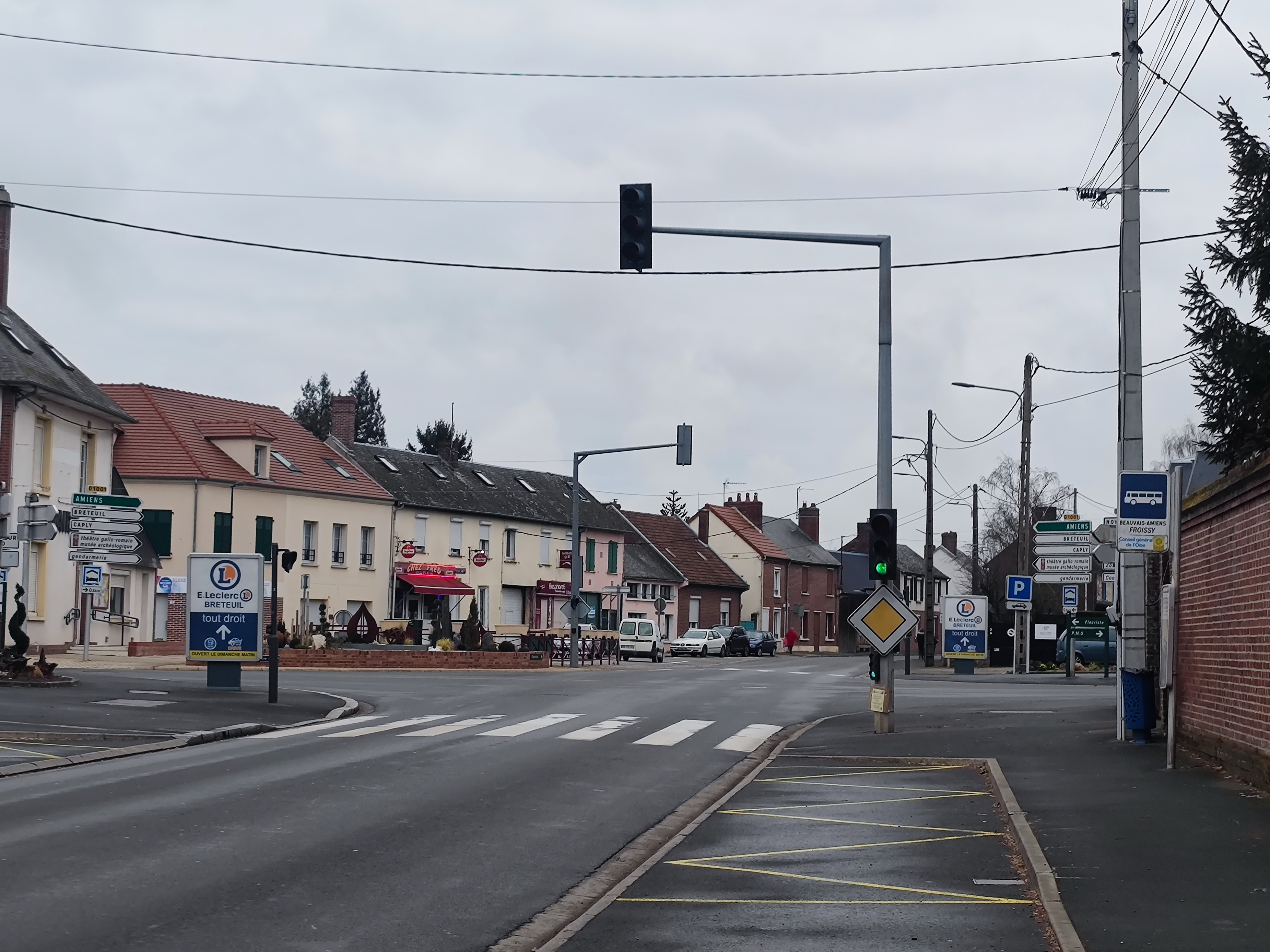
Le carrefour de la mairie.

Froissy est un bourg rural du Plateau picard, situé sur la RN 1 à 18 km au nord de Beauvais, 12 km au sud-est de Crèvecœur-le-Grand, 37 km au sud d'Amiens et  17 km au nord-ouest de Saint-Just-en-Chaussée.

### Communes limitrophes
Les communes limitrophes sont  Lachaussée-du-Bois-d'Écu, Maisoncelle-Tuilerie, Noirémont, Puits-la-Vallée et Sainte-Eusoye.
| Puits-la-Vallée          | Maisoncelle-Tuilerie |               |
| Lachaussée-du-Bois-d'Écu | Froissy              | Sainte-Eusoye |
|                          | Noirémont            |               |

### Hydrographie
La commune est traversée par la ligne de partage des eaux entre les bassins hydrographiques Artois-Picardie et Seine-Normandie. Elle n'est drainée par aucun cours d'eau.

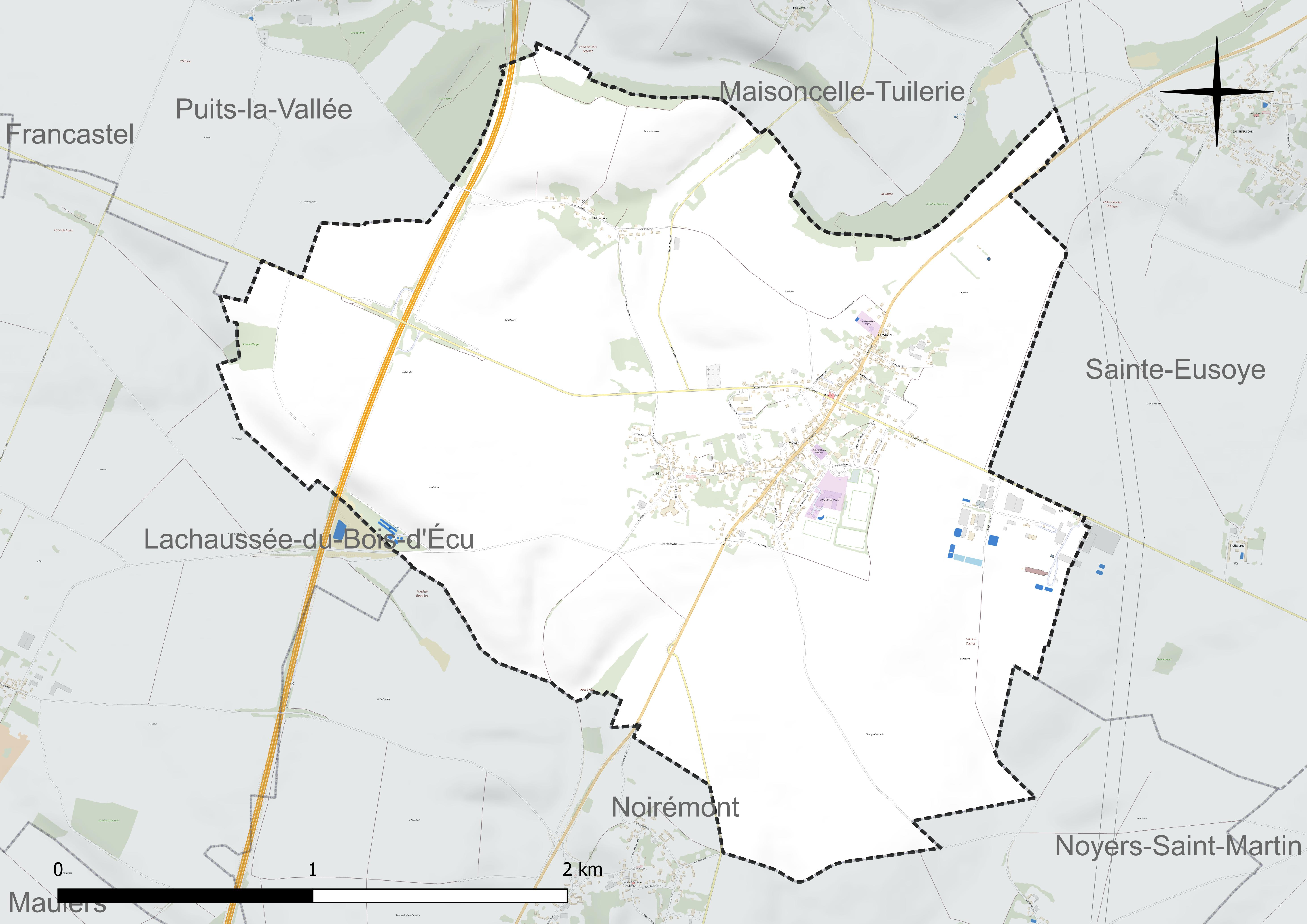
Réseau hydrographique de Froissy.

### Climat
Pour des articles plus généraux, voir Climat des Hauts-de-France et Climat de l'Oise.
En 2010, le climat de la commune est de type climat océanique dégradé des plaines du Centre et du Nord, selon une étude du CNRS s'appuyant sur une série de données couvrant la période 1971-2000. En 2020, Météo-France publie une typologie des climats de la France métropolitaine dans laquelle la commune est exposée à un climat océanique et est dans la région climatique Nord-est du bassin Parisien, caractérisée par un ensoleillement médiocre, une pluviométrie moyenne régulièrement répartie au cours de l'année et un hiver froid (3 °C).
Pour la période 1971-2000, la température annuelle moyenne est de 10,1 °C, avec une amplitude thermique annuelle de 14,1 °C. Le cumul annuel moyen de précipitations est de 752 mm, avec 12,1 jours de précipitations en janvier et 8,5 jours en juillet. Pour la période 1991-2020, la température moyenne annuelle observée sur la station météorologique la plus proche, située sur la commune de Rouvroy-les-Merles à 13 km à vol d'oiseau, est de 10,7 °C et le cumul annuel moyen de précipitations est de 647,9 mm,. Pour l'avenir, les paramètres climatiques de la commune estimés pour 2050 selon différents scénarios d'émission de gaz à effet de serre sont consultables sur un site dédié publié par Météo-France en novembre 2022.

## Urbanisme

### Typologie
Au 1er janvier 2024, Froissy est catégorisée bourg rural, selon la nouvelle grille communale de densité à sept niveaux définie par l'Insee en 2022.
Elle est située hors unité urbaine. Par ailleurs la commune fait partie de l'aire d'attraction de Beauvais, dont elle est une commune de la couronne,. Cette aire, qui regroupe 162 communes, est catégorisée dans les aires de 50 000 à moins de 200 000 habitants,.

### Occupation des sols

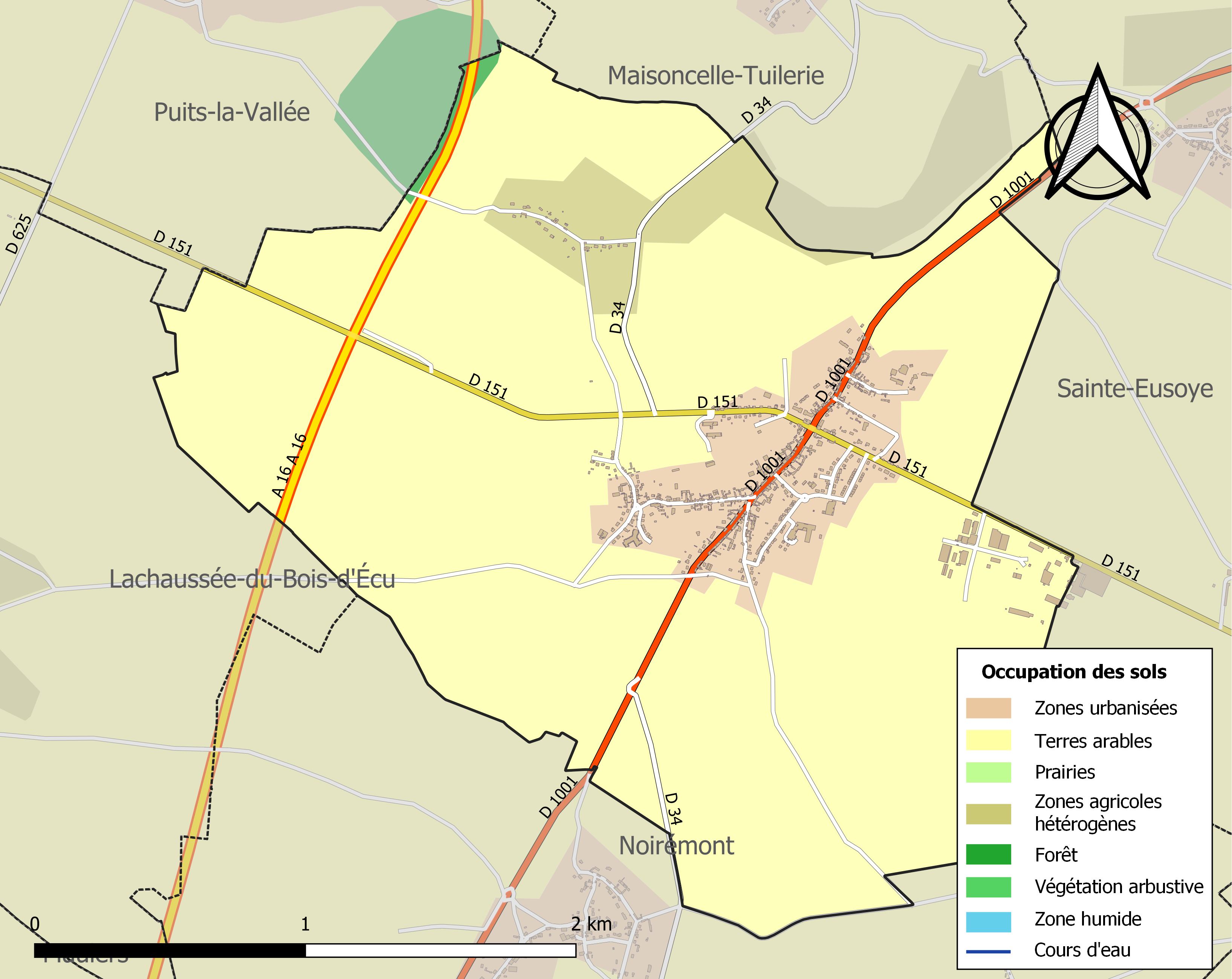
Carte des infrastructures et de l'occupation des sols de la commune en 2018 (CLC).

L'occupation des sols de la commune, telle qu'elle ressort de la base de données européenne d'occupation biophysique des sols Corine Land Cover (CLC), est marquée par l'importance des territoires agricoles (89,5 % en 2018), en diminution par rapport à 1990 (91 %). La répartition détaillée en 2018 est la suivante : 
terres arables (84,6 %), zones urbanisées (10 %), zones agricoles hétérogènes (4,9 %), forêts (0,5 %). L'évolution de l'occupation des sols de la commune et de ses infrastructures peut être observée sur les différentes représentations cartographiques du territoire : la carte de Cassini (XVIIIe siècle), la carte d'état-major (1820-1866) et les cartes ou photos aériennes de l'IGN pour la période actuelle (1950 à aujourd'hui).

### Lieux-dits, hameaux et écarts
La commune comprend un hameau, le Petit Froissy. Les anciens hameaux de Provinlieu et La Plaine' sont devenus des quartiers du bourg, dont ils ne sont plus séparés.

### Habitat et logement
En 2018, le nombre total de logements dans la commune était de 432, alors qu'il était de 395 en 2013 et de 373 en 2008.
Parmi ces logements, 91,2 % étaient des résidences principales, 0,9 % des résidences secondaires et 7,8 % des logements vacants. Ces logements étaient pour 83,1 % d'entre eux des maisons individuelles et pour 16,9 % des appartements.
Le tableau ci-dessous présente la typologie des logements à Froissy en 2018 en comparaison avec celle de l'Oise et de la France entière. Une caractéristique marquante du parc de logements est ainsi une proportion de résidences secondaires et logements occasionnels (0,9 %) inférieure à celle du département (2,5 %) et  à celle de la France entière (9,7 %). Concernant le statut d'occupation de ces logements, 64,7 % des habitants de la commune sont propriétaires de leur logement (65,2 % en 2013), contre 61,4 % pour l'Oise et 57,5 % pour la France entière.
| Typologie                                               | Froissy | Oise | France entière |
| ------------------------------------------------------- | ------- | ---- | -------------- |
| Résidences principales (en %)                           | 91,2    | 90,4 | 82,1           |
| Résidences secondaires et logements occasionnels (en %) | 0,9     | 2,5  | 9,7            |
| Logements vacants (en %)                                | 7,8     | 7,1  | 8,2            |

### Voies de communication et transports

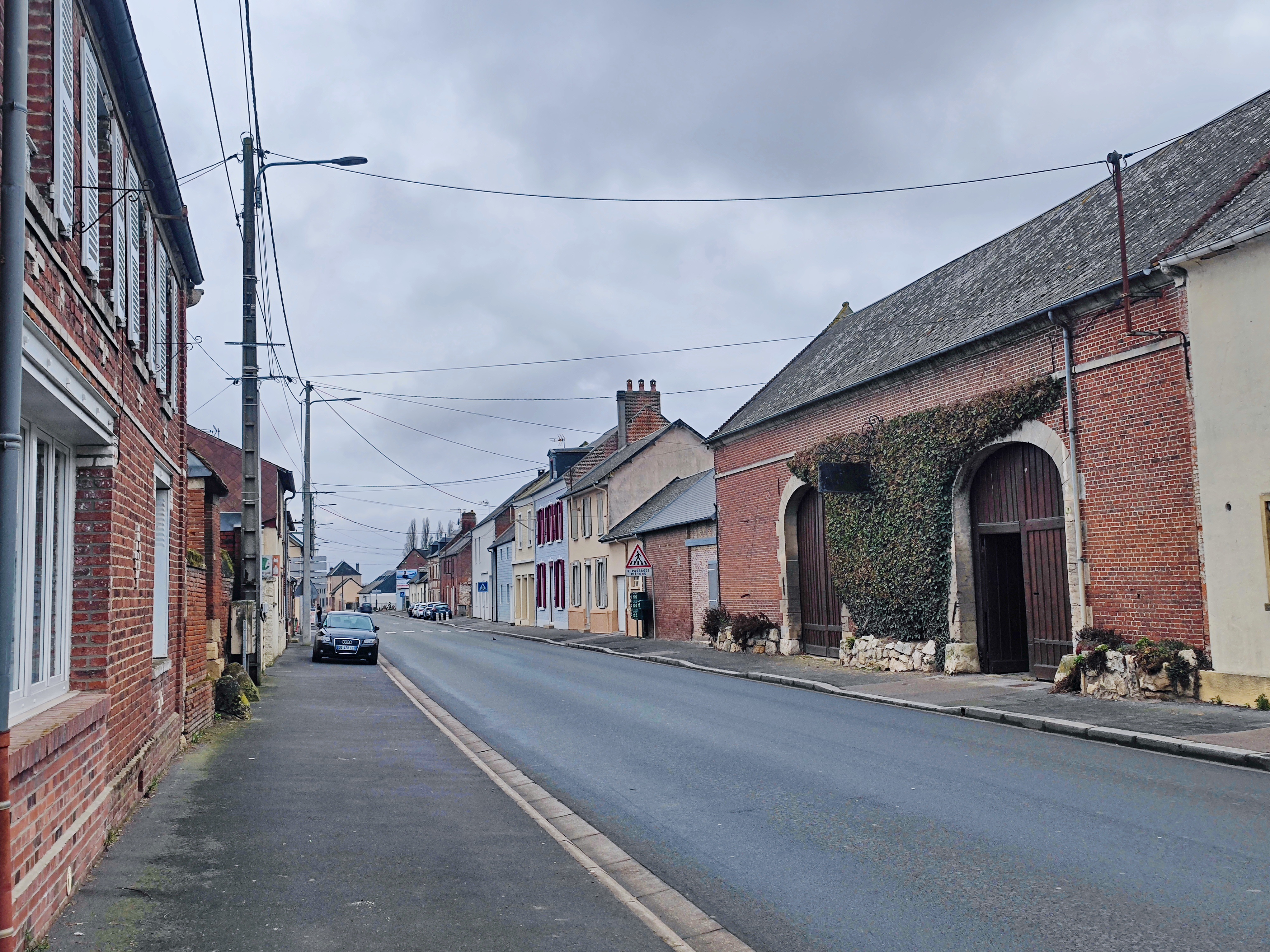
La rue de Beauvais (RD 1001).

Le bourg est placé au carrefour de la RD 1001 (tronçon de l'ancienne RN1 depuis les années 1975, auparavant partie de la RN 181) qui relie Paris, Beauvais à Amiens et Dunkerque, et de la RD 151 (Grandvilliers, Crèvecœur-le-Grand à la vallée de la Brèche et Clermont.
La RD34 et diverses voies communales complètent le maillage viaire.
L'Autoroute A16 traverse du nord au sud l'ouest du territoire communal et Froissy y est aisément accessible depuis ses sorties  15 ou  16.
Depuis la fermeture de la ligne Estrées-Saint-Denis - Froissy - Crèvecœur-le-Grand, le bourg n'est plus desservi par le chemin de fer. Les autocars de la ligne 601 relient Froissy à Beauvais et Amiens et ceux de la ligne 6140 Breteuil à Beauvais. Par ailleurs, les lignes de cars scolaires 6103, 6109, 6114 permettent aux élèves de rejoindre leurs établissements.

### Énergie
Le syndicat scolaire Le Moustier étudie en 2022/2023 la création d'un réseau de chaleur alimenté en géothermie (air/eau) et par une chaudière brûlant des plaquettes de bois ou du miscanthus et qui pourrait chauffer l'école ainsi que la halle de sport communautaire, tout en remplaçant une chaudière à fuel vétuste.

## Toponymie
La localité a été désignée sous les noms de Froisy, Froicy, Freissy, Fressy, Froissi-la-ville, Froissi-le-Moustier (Frissiacus, Froissiacum, dans les titres ecclésiastiques).

## Histoire

### Froissy

#### Moyen Âge
L'église est donnée en 1132 à l'Abbaye de Saint-Lucien par Wilbert, seigneur de Froissy..
La maladrerie Saint-Sébastien est mentionnée à Froissy.

#### Temps modernes
La seigneurie est érigée en marquisat en 1633 au bénéfice des sieurs de Rouvroy.

#### Époque contemporaine

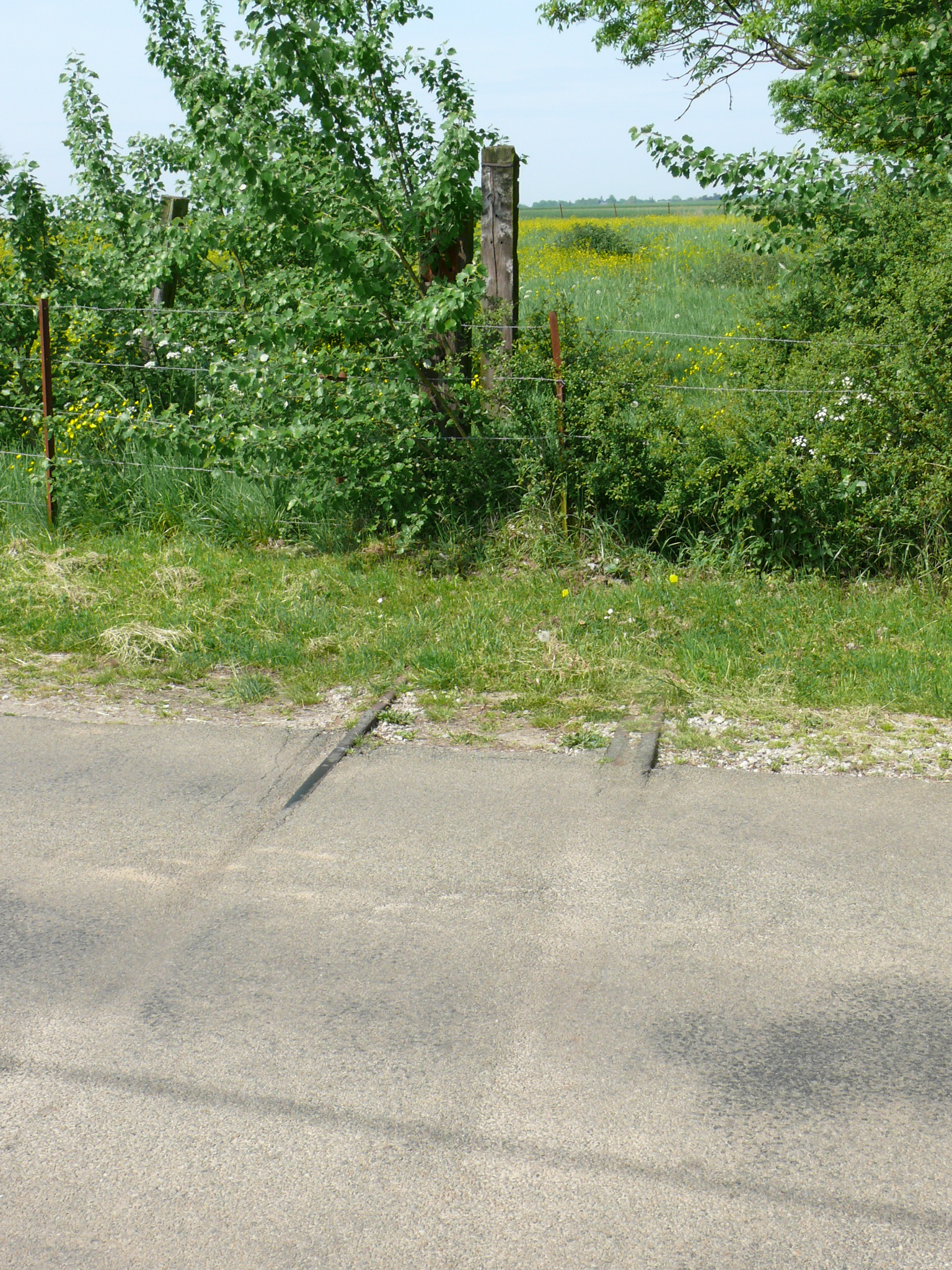
Un ancien passage à niveau et quelques traverses levées, rue de la Plaine, sont les rares vestiges subsistants en 2008 de la ligne Estrées-Saint-Denis - Froissy - Crèvecœur-le-Grand

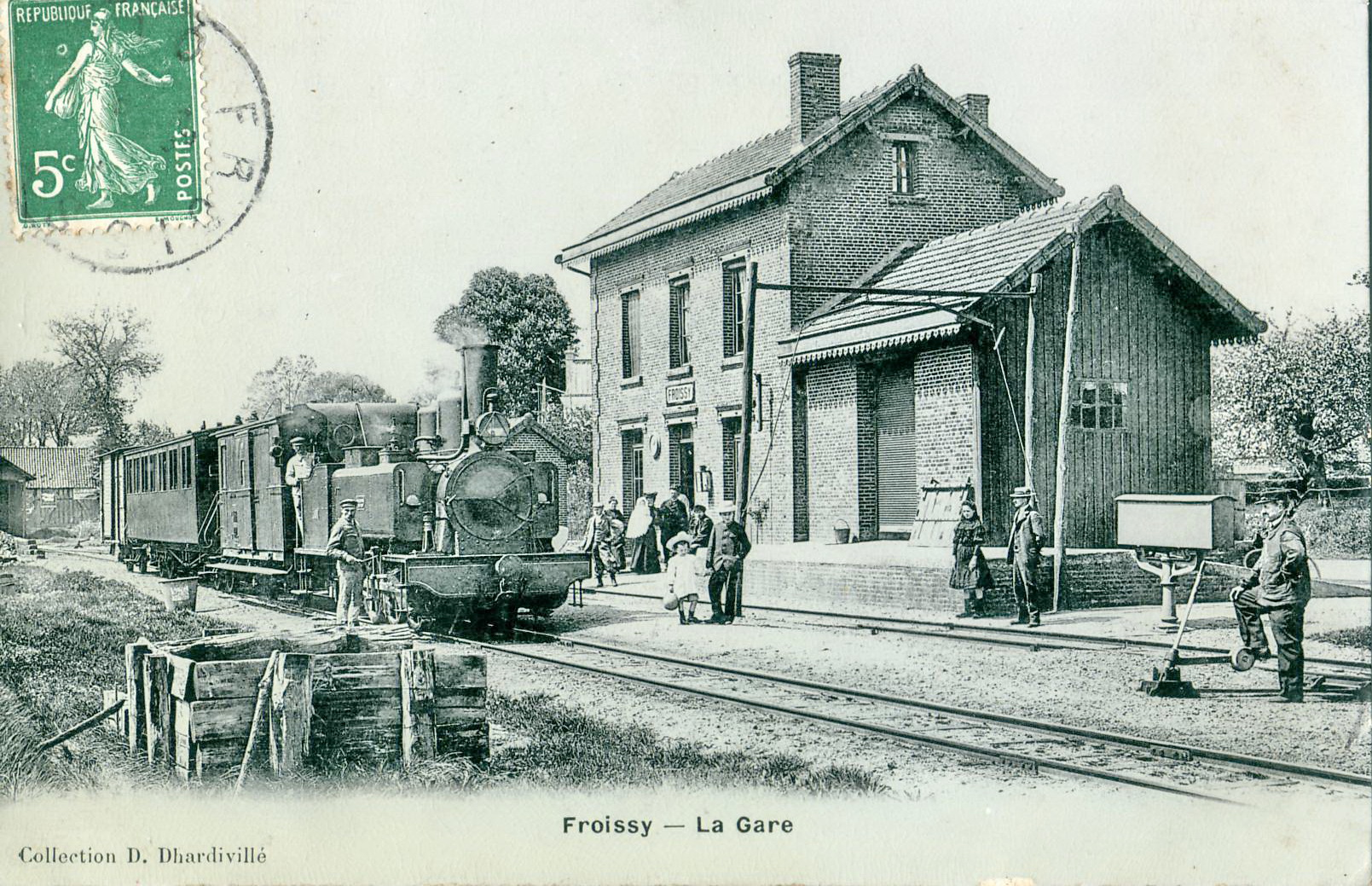
La gare de Froissy était animée, en ce début du XX, lorsque arrivait le tortillard de la ligne Estrées-Saint-Denis - Froissy - Crèvecœur-le-Grand.

La commune de Noirémont, instituée par la Révolution française, est réunie à Froissy de 1826 à 1832.
En 1832, on compte sur le territoire de Froissy, avec donc celui de Noirémont, une briqueterie et quatre moulins à vent. Une partie de la population fabrique alors des chaines et des bas de laine.
Froissy est desservi à partir de 1891 par la ligne Estrées-Saint-Denis - Froissy, prolongée jusqu'à Crèvecœur-le-Grand en 1911. Cette ligne de chemin de fer secondaire à voie métrique faisait partie du réseau des chemins de fer départementaux de l'Oise. Cette ligne avait un fort trafic betteravier, mais facilitait également les déplacements des habitants jusqu'à sa fermeture en 1961. C'est donc la dernière ligne secondaire exploitée dans le Bassin parisien.

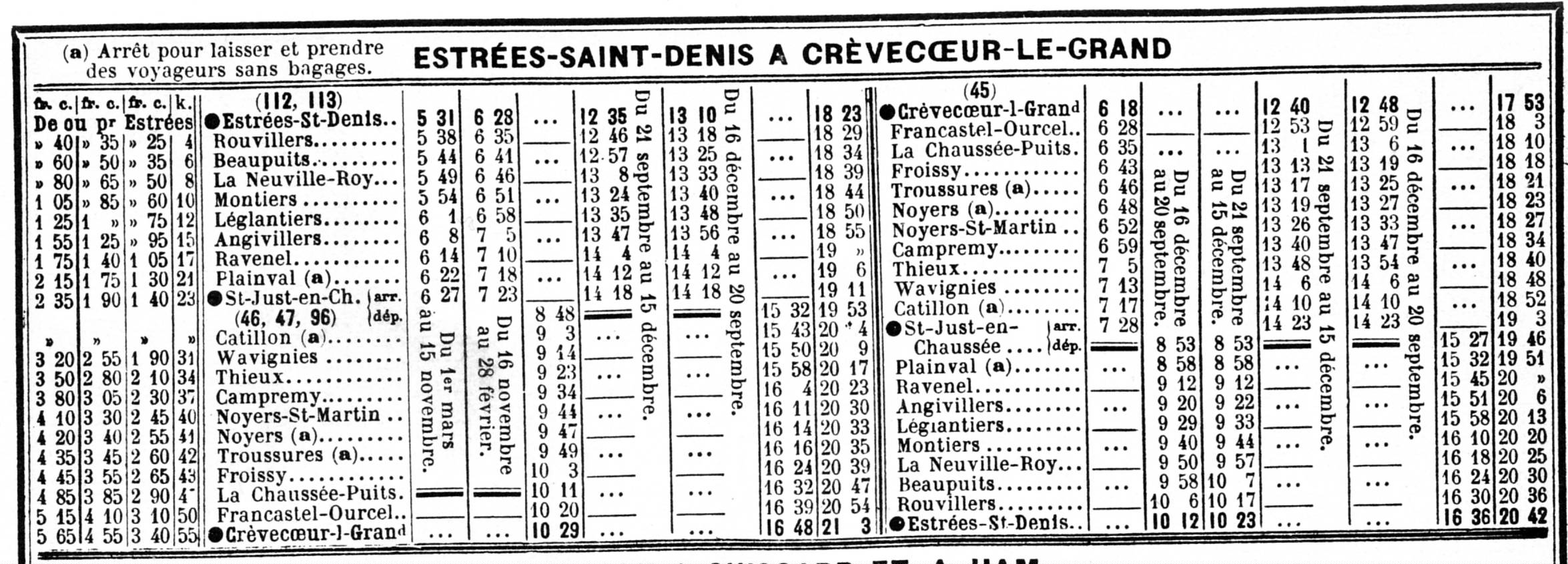
Horaires de la ligne en mai 1914.

### Provinlieu
Louis Graves indique, s'agissant de Provinlieu, qu'il  « était dans le moyen âge un lieu retranché, dont le fort existait sur le monticule (...) [où] on retrouva les fondations , de forme circulaire, de l'ancien château. On prétend que le nom de ce petit fort (Probatus locus, lieu éprouvé) lui est venu de différentes attaques qu'il eut à supporter dès son origine.
On correspondait de Provinlieu avec les forteresses placées à Noyers, à Francastel, à Beauvais et autres lieux circonvoisins, au moyen de signaux de jour et de nuit ; on annonçait ainsi à l'avance les mouvemens des troupes ennemies, et on avertissait la population rurale de manière qu'elle pût se retirer dans les lieux retranchés pour se soustraire à l'aggression  des soldats et partisans.
Monstrelet (vol. 2, p. 50), rapporte qu'en 1365, les chevaliers Warmes, Hames et Marles, défendirent Provinlieu contre les attaques de l'armée anglaise venue de Montdidier dans le Beauvaisis.
En 1430, Jean de Luxembourg, lieutenant du duc de Bourgogne, logea devant le château de Provinlieu, qui avait été détruit, puis réédifié par les Anglais , et il ne put parvenir à l'occuper ».

## Politique et administration

### Rattachements administratifs et électoraux

#### Rattachements administratifs
La commune se trouve depuis 1926 dans l'arrondissement de Clermont du département de l'Oise.
Elle était depuis 1793 le chef-lieu  du canton de Froissy. Dans le cadre du redécoupage cantonal de 2014 en France, cette circonscription administrative territoriale a disparu, et le canton n'est plus qu'une circonscription électorale.

#### Rattachements électoraux
Pour les élections départementales, la commune fait partie depuis 2014 du canton de Saint-Just-en-Chaussée
Pour l'élection des députés, elle fait partie de la première circonscription de l'Oise.

### Intercommunalité
La commune faisait partie de la communauté de communes des Vallées de la Brèche et de la Noye créée fin 1992.
Dans le cadre des dispositions de la loi portant nouvelle organisation territoriale de la République (Loi NOTRe) du 7 août 2015, qui prévoit que les établissements publics de coopération intercommunale (EPCI) à fiscalité propre doivent avoir un minimum de 15 000 habitants, le préfet de l'Oise a publié en octobre 2015 un projet de nouveau schéma départemental de coopération intercommunale, qui prévoit la fusion de plusieurs intercommunalités, et notamment celle de Crèvecœur-le-Grand (CCC) et celle des Vallées de la Brèche et de la Noye (CCVBN), soit une intercommunalité de 61 communes pour une population totale de 27 196 habitants.
Après avis favorable de la majorité des conseils communautaires et municipaux concernés, cette intercommunalité, dénommée communauté de communes de l'Oise picarde et dont la commune est désormais membre, est créée au 1er janvier 2017.

### Politique locale
À la suite des élections législatives de 2012 au cours desquelles le conseiller municipal Dimitri Bucki n'a pas tenu le bureau de vote communal, la maire Josiane Baeckelandt a demandé au tribunal administratif de déclarer ce conseiller démissionnaire d'office. Le tribunal d'Amiens a prononcé cette démission d'office le 24 juillet 2012, décision  annulée par la cour administrative d'appel de Douai le 14 décembre 2012, qui a retenu les justificatifs médicaux de l'intéressé, entrainant de fait la réintégration du conseiller au sein du conseil municipal,.
Après cette réintégration, la maire perd sa majorité au sein du conseil et bascule de fait parmi les membres de l'opposition. Après plusieurs semaines de blocage, la maire, les adjoints et les trois conseillers municipaux lui restant favorables démissionnent le 8 mars 2013. Des élections complémentaires organisées le 28 avril 2013 ont permis de compléter le conseil municipal, avant que celui-ci n'élise à sa tête Catherine Sabbagh. Celle-ci a fait part de sa volonté de ne pas solliciter le renouvellement de son mandat lors des Municipales de 2020.

### Liste des maires
| Période                                  | Période                        | Identité            | Étiquette | Qualité |
| ---------------------------------------- | ------------------------------ | ------------------- | --------- | --- |
| Les données manquantes sont à compléter. |                                |                     |           | |
| décembre 1920                            |                                | Georges Laboureur   |           | |
| Les données manquantes sont à compléter. |                                |                     |           | |
| 1945                                     | 1952                           | Aurélien Maillard   |           | |
| 1952                                     | 1971                           | Marcel Dedreux      |           | |
| 1971                                     | 1995                           | Yves Hua            |           | |
| mars 1995                                | 2008                           | Danielle Lequien    |           | |
| mars 2008                                | mars 2013                      | Josiane Baeckelandt | PRG       | Sage-femme libérale Conseillère régionale de Picardie (2010 → 2015) Démissionnaire                                       |
| 3 mai 2013                               | mai 2020                       | Catherine Sabbagh   |           | Infirmière Vice-présidente de la CC de l'Oise Picarde (2017 → 2020) Présidente du PETR du Grand Beauvaisis (2019 → 2020) |
| mai 2020                                 | En cours (au 16 décembre 2022) | Mikaël Feigueux     |           | Artisan |

### Distinctions et labels
La commune, titulaire d'une première fleur depuis 2012, candidate en 2022 pour l'obtention d'une deuxième fleur au concours des villes et villages fleuris,.

## Équipements et services publics

### Eau et déchets
L'adduction en eau potable de Froissy est assurée par le syndicat des eaux de la Brêche et de la Noye, créé  en 1949 et qui regroupe depuis 2013 dix-huit communes. Le château d'eau de Froissy a une capacité de 500 m3.

### Enseignement
Les enfants de la commune sont scolarisés avec ceux de La Neuville-Saint-Pierre, Noirémont, Reuil-sur-Brêche et Sainte-Eusoye dans le cadre du regroupement pédagogique concentré « le Moustier » créé en 2016. L'école se trouve rue des Cayenneurs à Froissy et, en 2022, accueille 211 élèves dans des locaux reconstruiits ou rénovés en 2014-2015
Ils continuent leurs études pour la plupart au collège Gérard-Philipe de Froissy.

Principaux équipements de Froissy
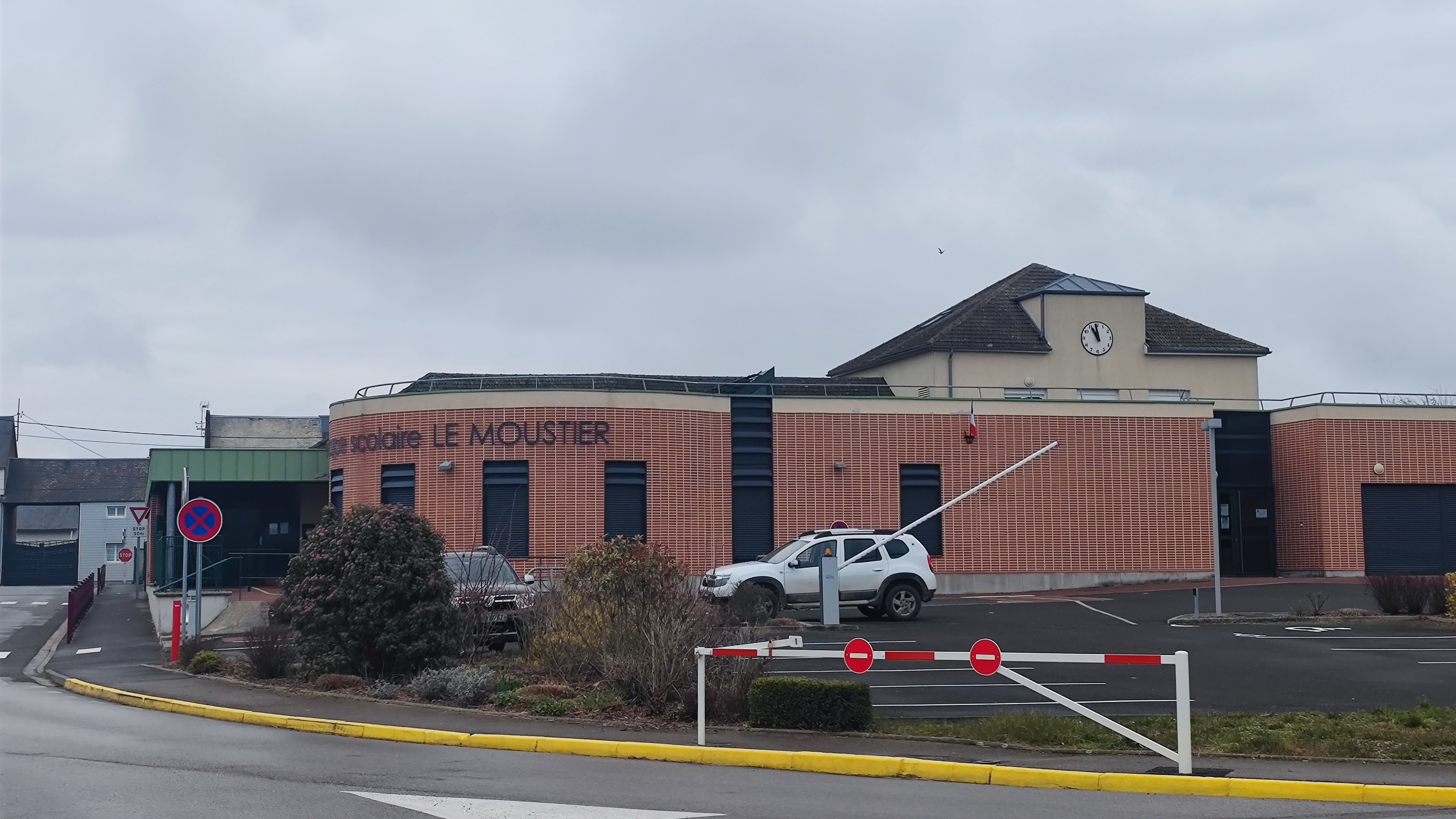
Le groupe scolaire Le Moustier.
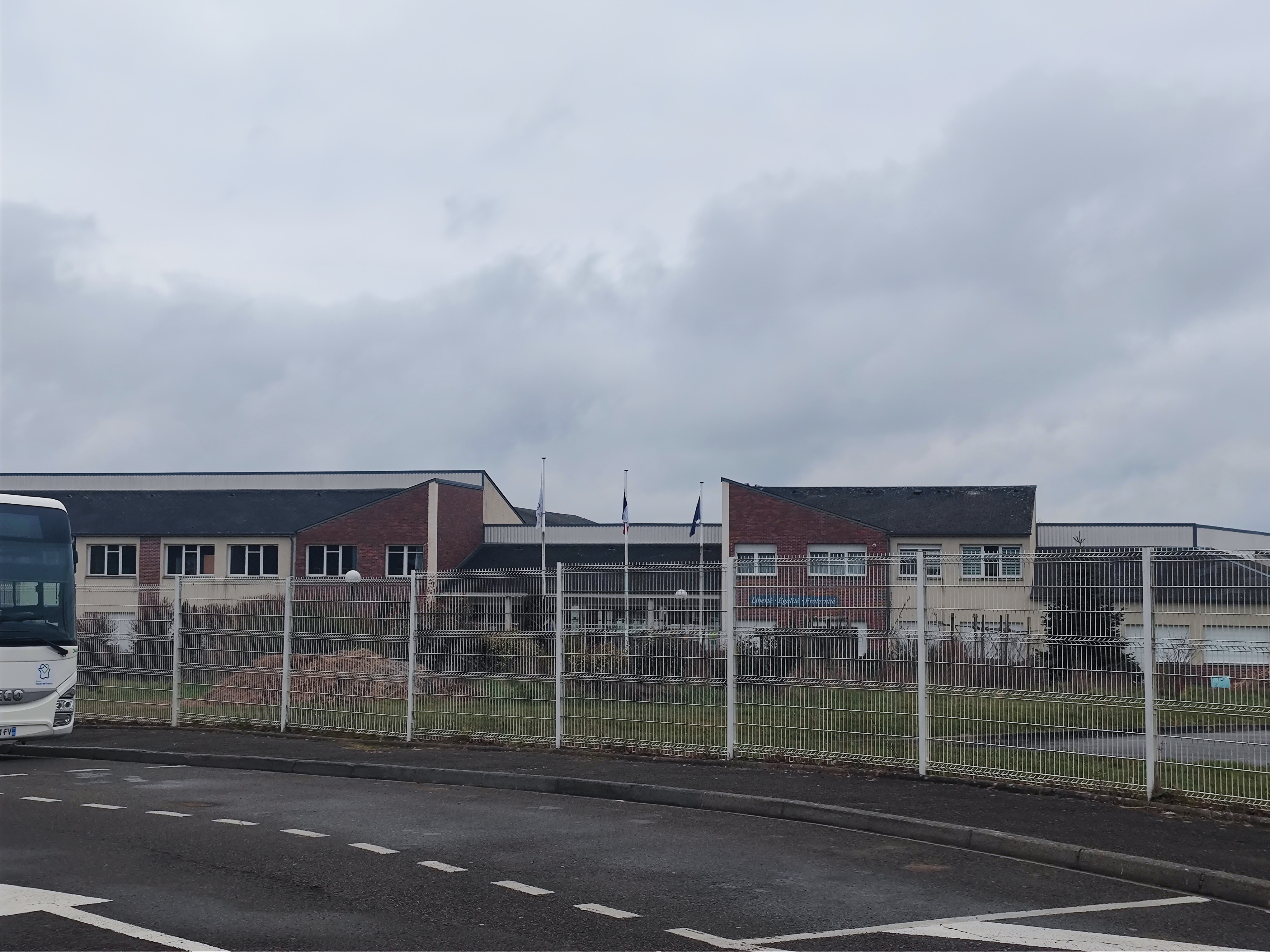
Le collège Gérard-Philipe.
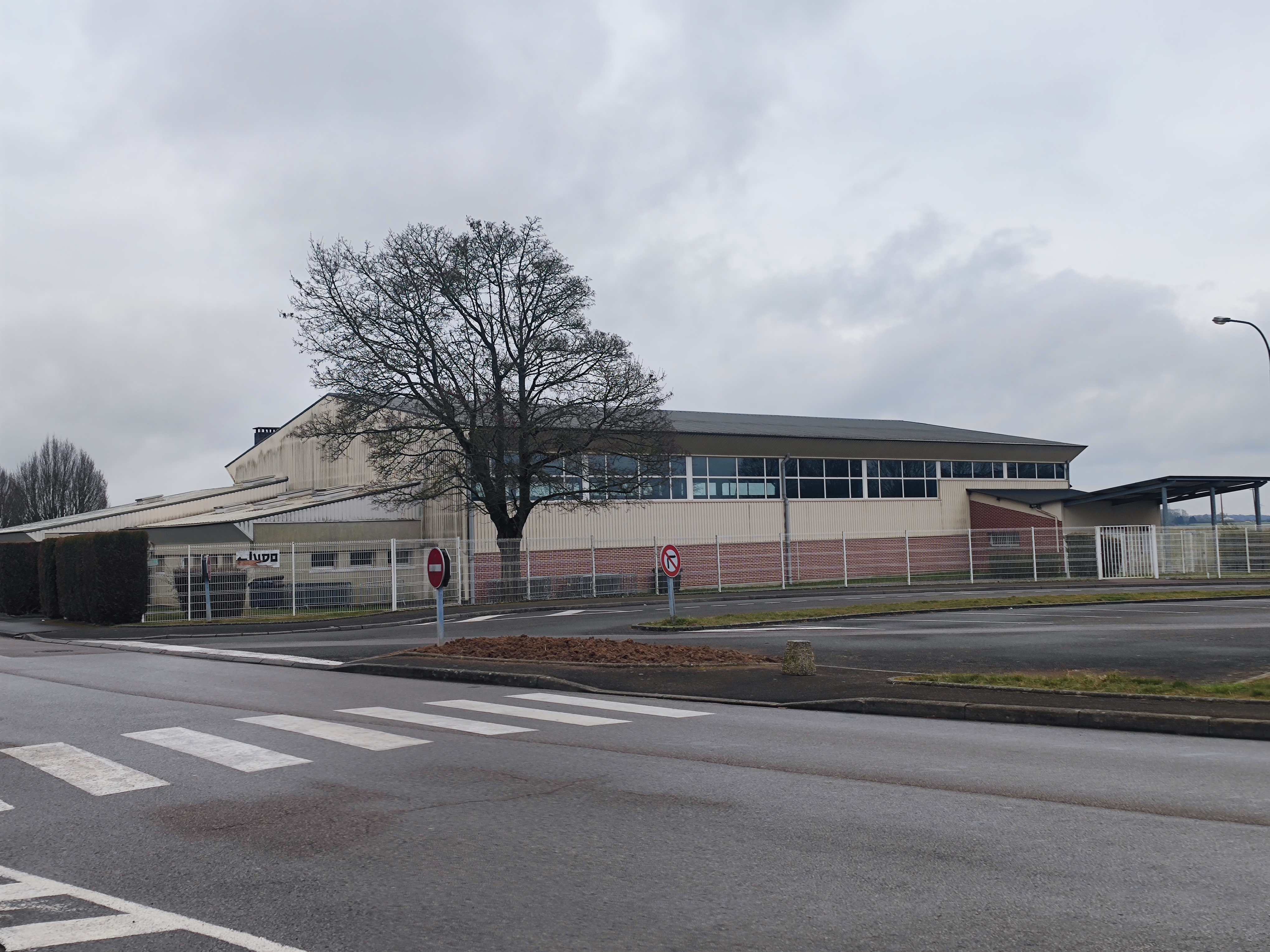
La Halle des sports.
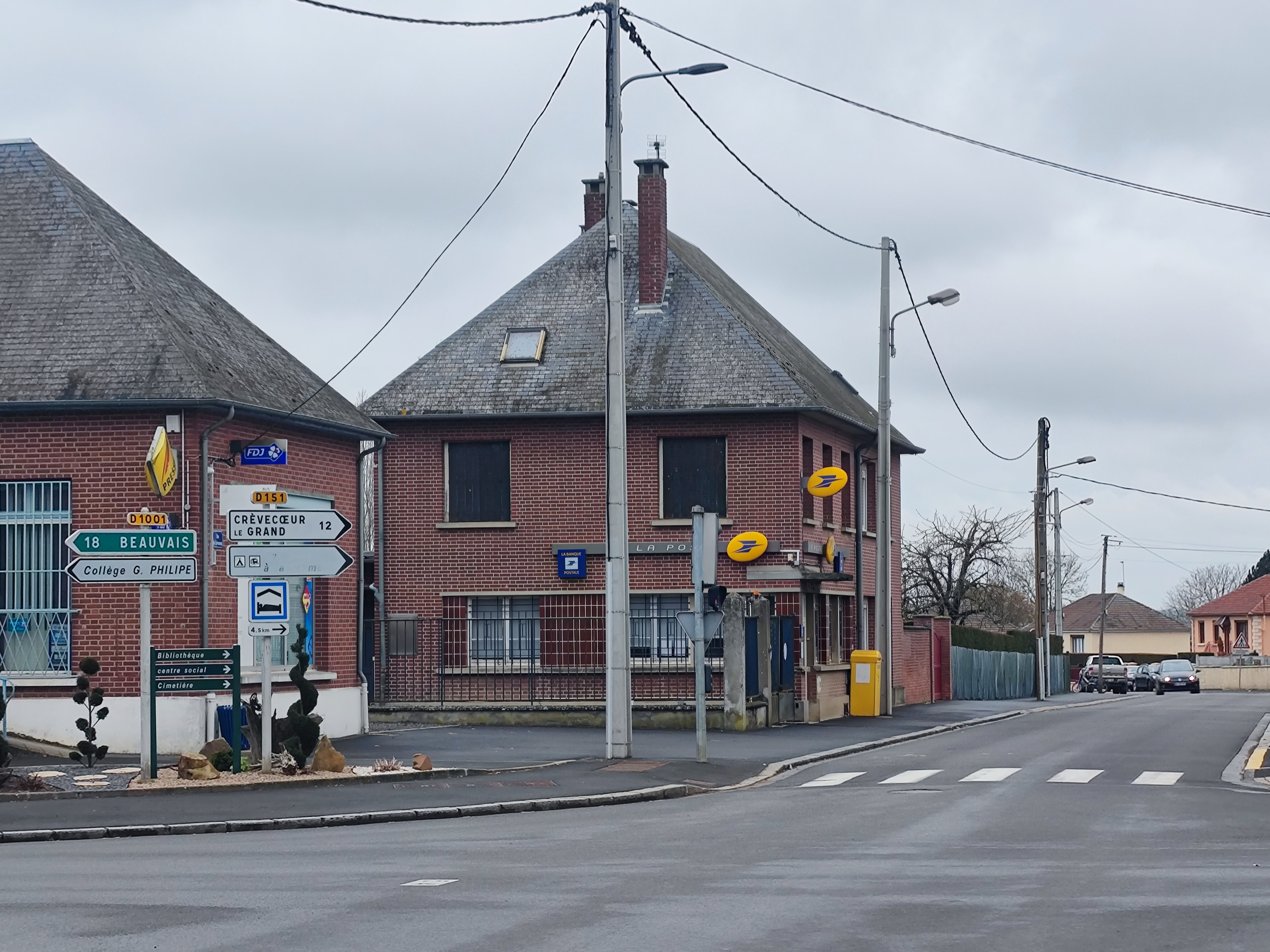
Le bureau de poste.
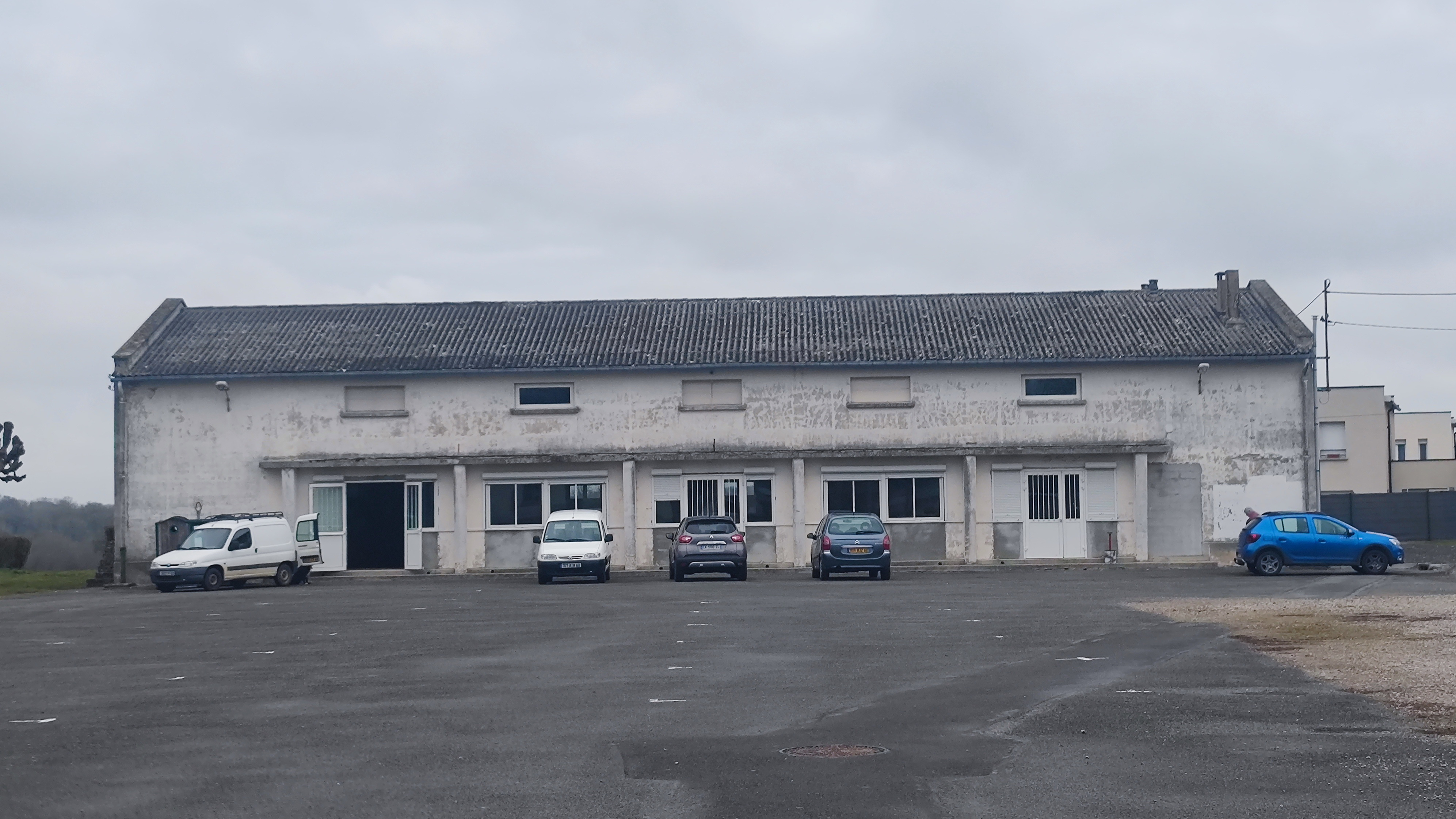
La salle multifonctions.

## Population et société

### Démographie

#### Évolution démographique
L'évolution du nombre d'habitants est connue à travers les recensements de la population effectués dans la commune depuis 1793. Pour les communes de moins de 10 000 habitants, une enquête de recensement portant sur toute la population est réalisée tous les cinq ans, les populations de référence des années intermédiaires étant quant à elles estimées par interpolation ou extrapolation. Pour la commune, le premier recensement exhaustif entrant dans le cadre du nouveau dispositif a été réalisé en 2006.

En 2022, la commune comptait 966 habitants, en évolution de +8,54 % par rapport à 2016 (Oise : +0,87 %, France hors Mayotte : +2,11 %).
| 1793 | 1800 | 1806 | 1821 | 1831 | 1836 | 1841 | 1846 | 1851 |
| ---- | ---- | ---- | ---- | ---- | ---- | ---- | ---- | ---- |
| 665  | 607  | 715  | 702  | 917  | 730  | 694  | 650  | 679  |

| 1856 | 1861 | 1866 | 1872 | 1876 | 1881 | 1886 | 1891 | 1896 |
| ---- | ---- | ---- | ---- | ---- | ---- | ---- | ---- | ---- |
| 658  | 690  | 651  | 663  | 631  | 636  | 649  | 610  | 581  |

| 1901 | 1906 | 1911 | 1921 | 1926 | 1931 | 1936 | 1946 | 1954 |
| ---- | ---- | ---- | ---- | ---- | ---- | ---- | ---- | ---- |
| 535  | 533  | 538  | 512  | 463  | 481  | 485  | 454  | 438  |

| 1962 | 1968 | 1975 | 1982 | 1990 | 1999 | 2006 | 2011 | 2016 |
| ---- | ---- | ---- | ---- | ---- | ---- | ---- | ---- | ---- |
| 508  | 568  | 688  | 788  | 836  | 909  | 889  | 858  | 890  |

| 2021 | 2022 | - | - | - | - | - | - | - |
| ---- | ---- | - | - | - | - | - | - | - |
| 972  | 966  | - | - | - | - | - | - | - |

#### Pyramide des âges
La population de la commune est relativement jeune.
En 2018, le taux de personnes d'un âge inférieur à 30 ans s'élève à 31,8 %, soit en dessous de la moyenne départementale (37,3 %). À l'inverse, le taux de personnes d'âge supérieur à 60 ans est de 27,8 % la même année, alors qu'il est de 22,8 % au niveau départemental.
En 2018, la commune comptait 416 hommes pour 481 femmes, soit un taux de 53,62 % de femmes, largement supérieur au taux départemental (51,11 %).
Les pyramides des âges de la commune et du département s'établissent comme suit.
| Hommes | Classe d’âge | Femmes |
| ------ | ------------ | ------ |
| 0,7    | 90 ou +      | 0,9    |
| 8,5    | 75-89 ans    | 13,0   |
| 16,4   | 60-74 ans    | 15,9   |
| 24,3   | 45-59 ans    | 22,0   |
| 19,1   | 30-44 ans    | 15,9   |
| 16,4   | 15-29 ans    | 16,6   |
| 14,6   | 0-14 ans     | 15,8   |

| Hommes | Classe d’âge | Femmes |
| ------ | ------------ | ------ |
| 0,5    | 90 ou +      | 1,4    |
| 5,5    | 75-89 ans    | 7,6    |
| 15,6   | 60-74 ans    | 16,3   |
| 20,8   | 45-59 ans    | 20     |
| 19,4   | 30-44 ans    | 19,4   |
| 17,6   | 15-29 ans    | 16,2   |
| 20,6   | 0-14 ans     | 19,1   |

## Économie
Les principales ressources de Froissy sont agricoles : élevages bovins, cultures de céréales. Froissy possède une coopérative agricole.

## Culture locale et patrimoine

### Lieux et monuments
- Église Notre-Dame-de-l'Assomption, dont la silhouette est marquée par la présence de deux clochers. Le premier, édifié sur la façade, dépendaint de l'abbaye Saint-Lucien de Beauvais, le décimateur du bourg, et l'autre sur la première travée du chœur, appartenait à la paroisse. Cette église sans transept est constituée d'une une nef unique remontant au XIe siècle et d'un chœur de deux travées inégales du milieu du XVIe siècle  terminées par une abside à cinq pans. le porche en façade du XVIIIe siècle  est épaulé par deux puissants contreforts.
Le chœur est éclairé par 7 fenêtres de style gothique flamboyant.
Elle contient un bas relief du XVIe siècle dédié à l'Assomption, des boiseries du chœur du XVIIIe siècle, des vitraux et un chemin de croix du XIXe siècle[43],[44],[45].

Église Notre-Dame-de-l'Assomption
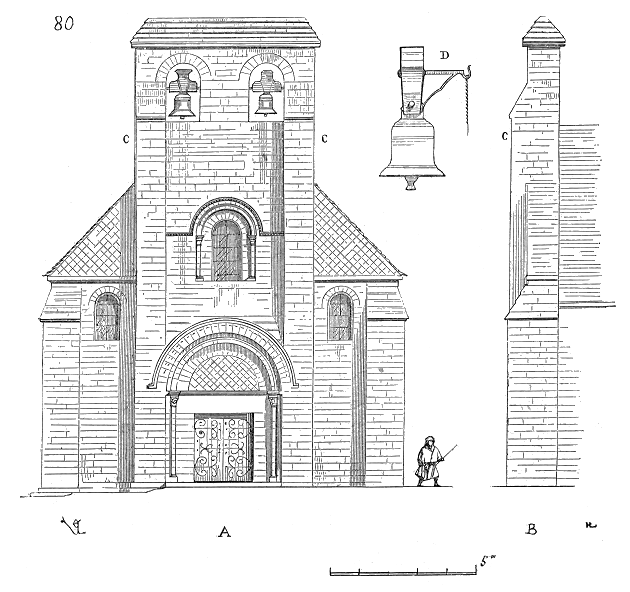
Façade de l'glise, levée par Viollet-le-Duc.
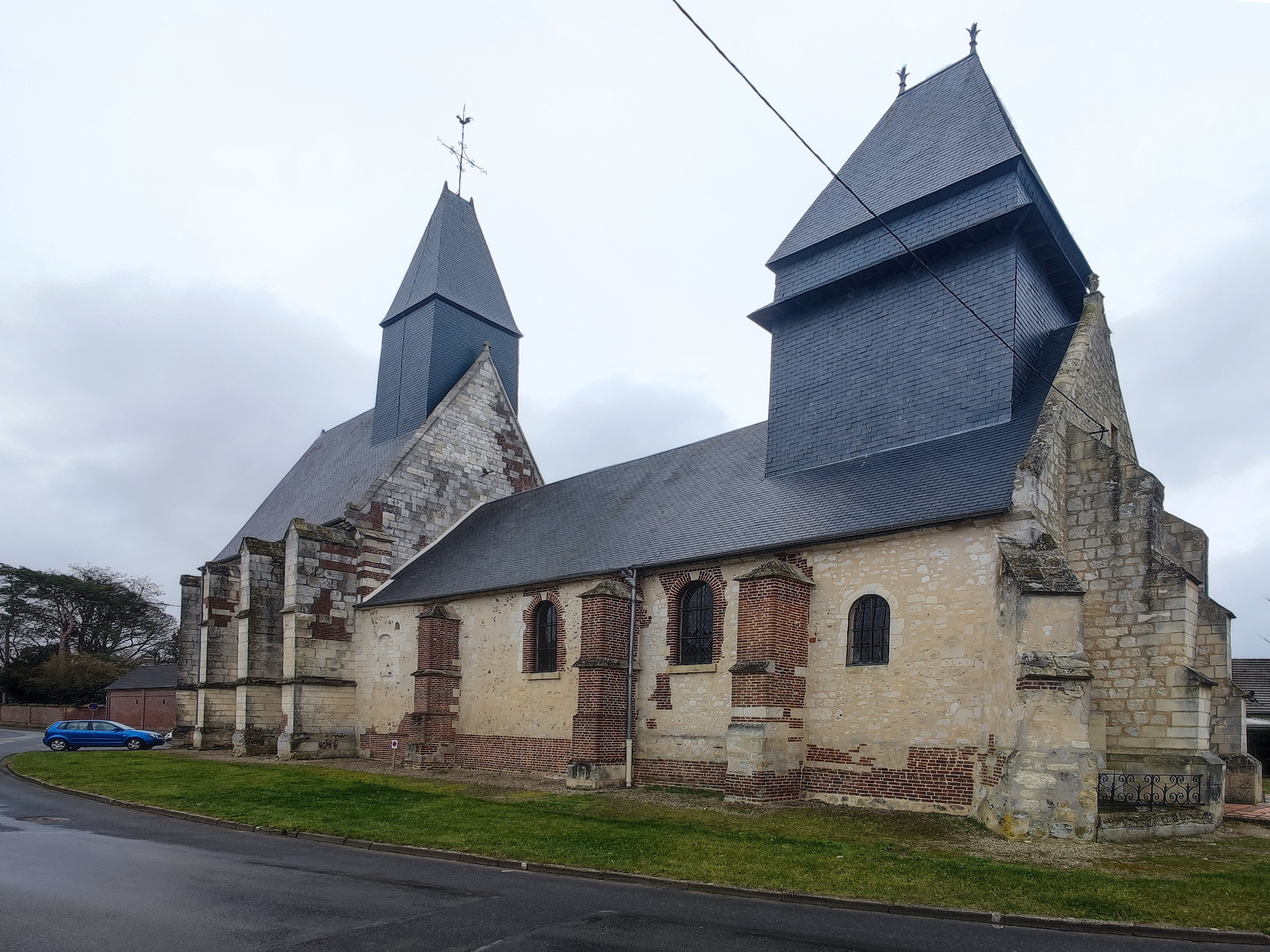
L'église et ses deux clochers.
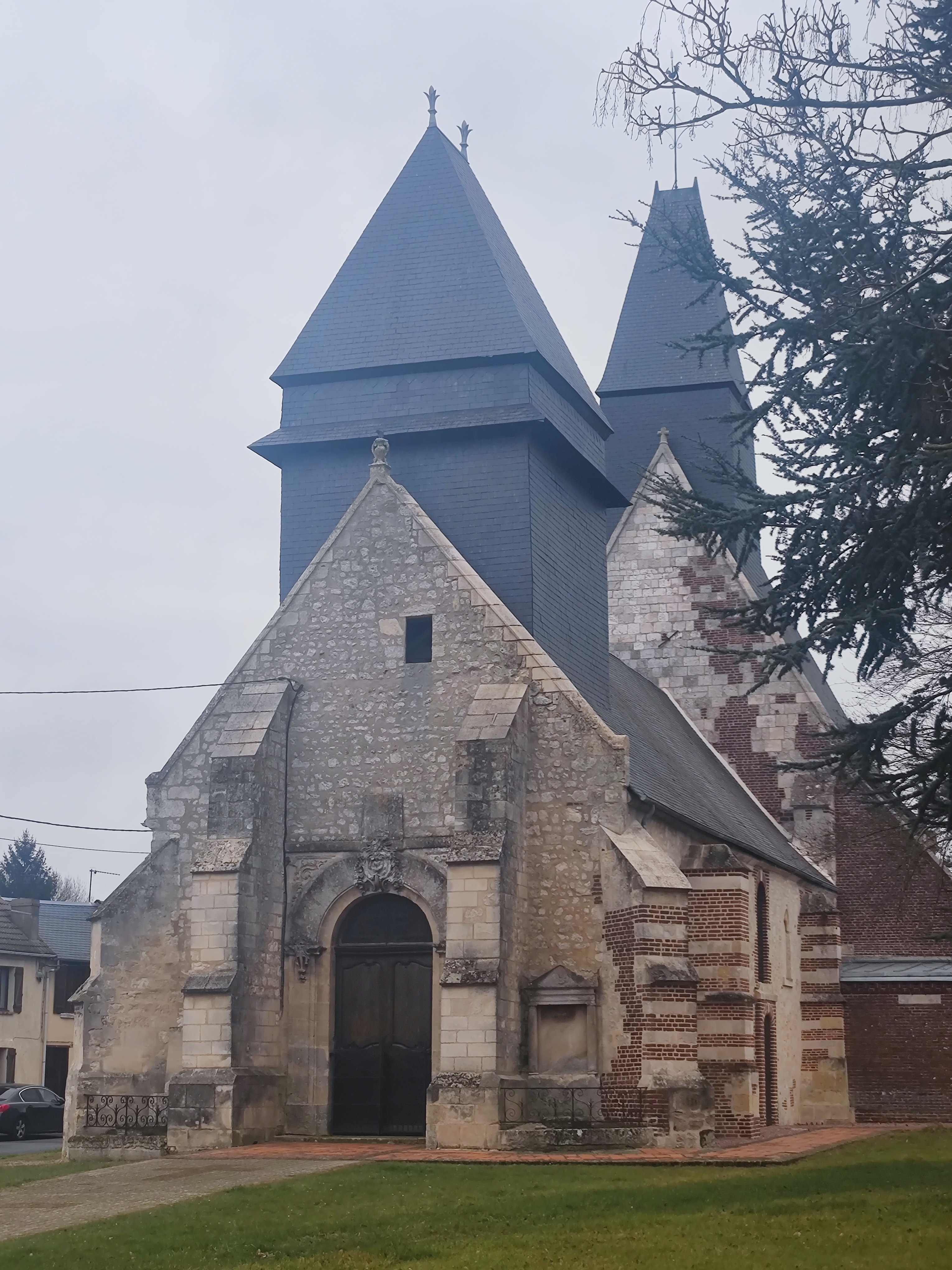
Façade.
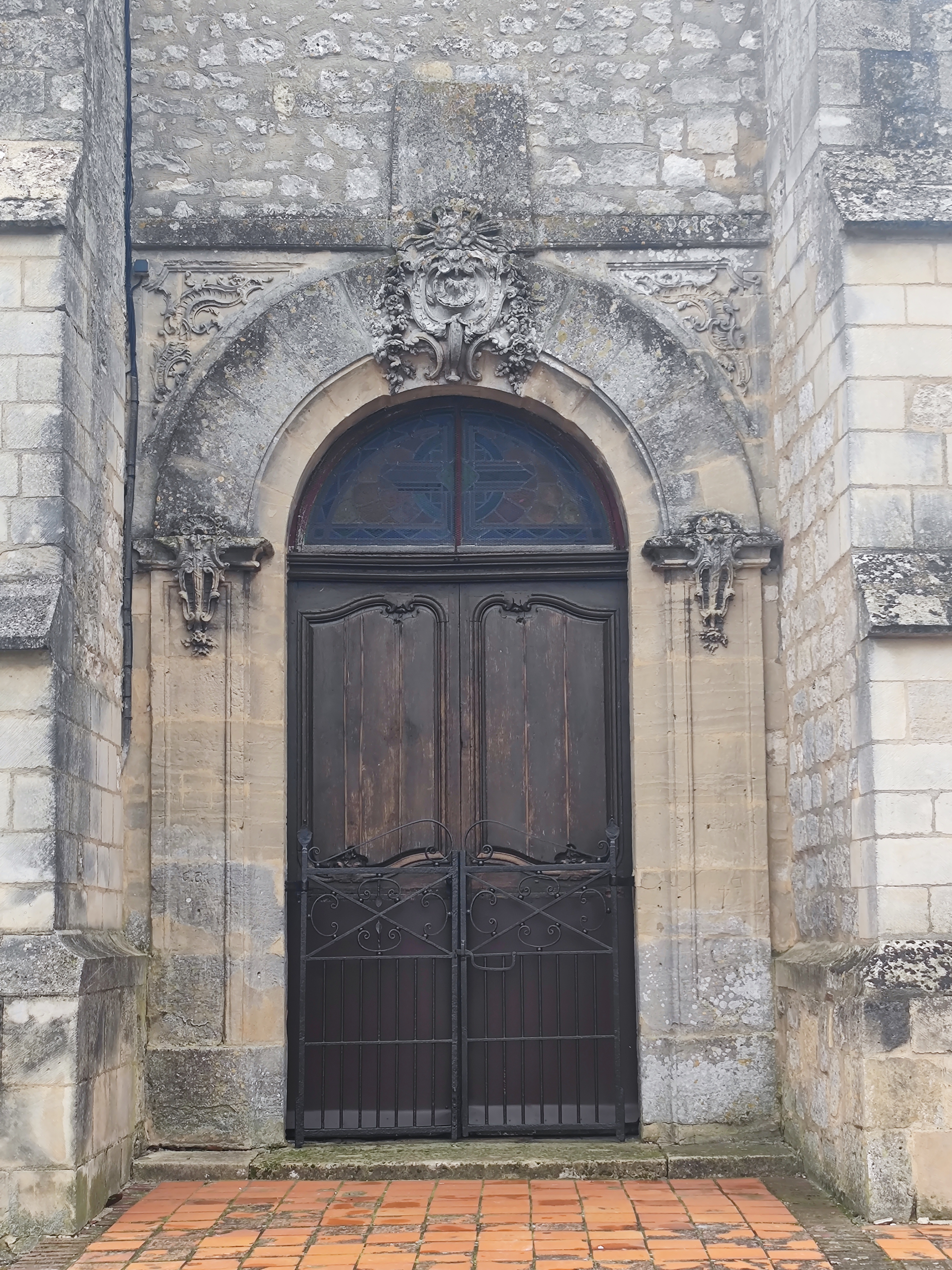
Portail
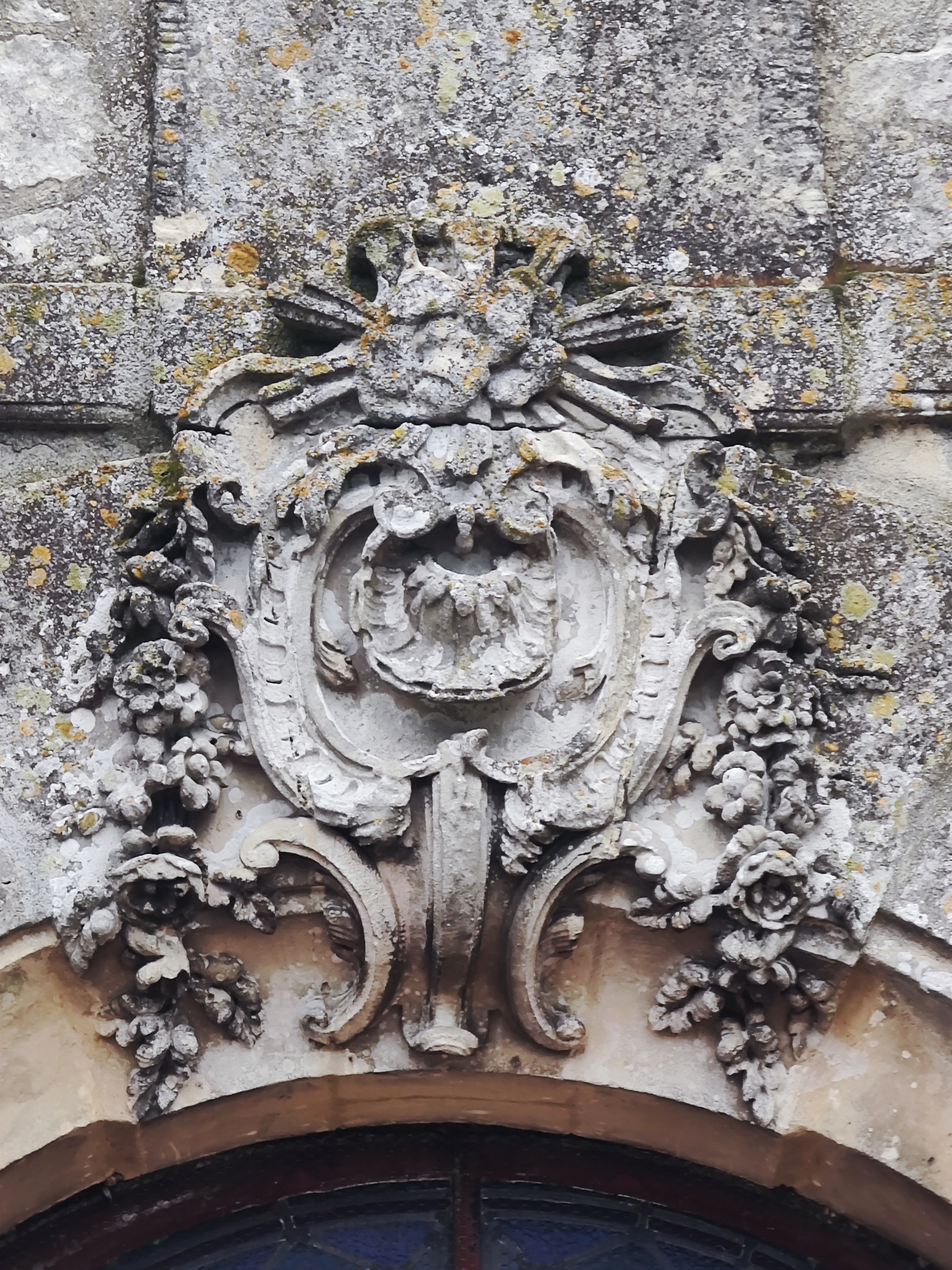
Médaillon au-dessus du portail
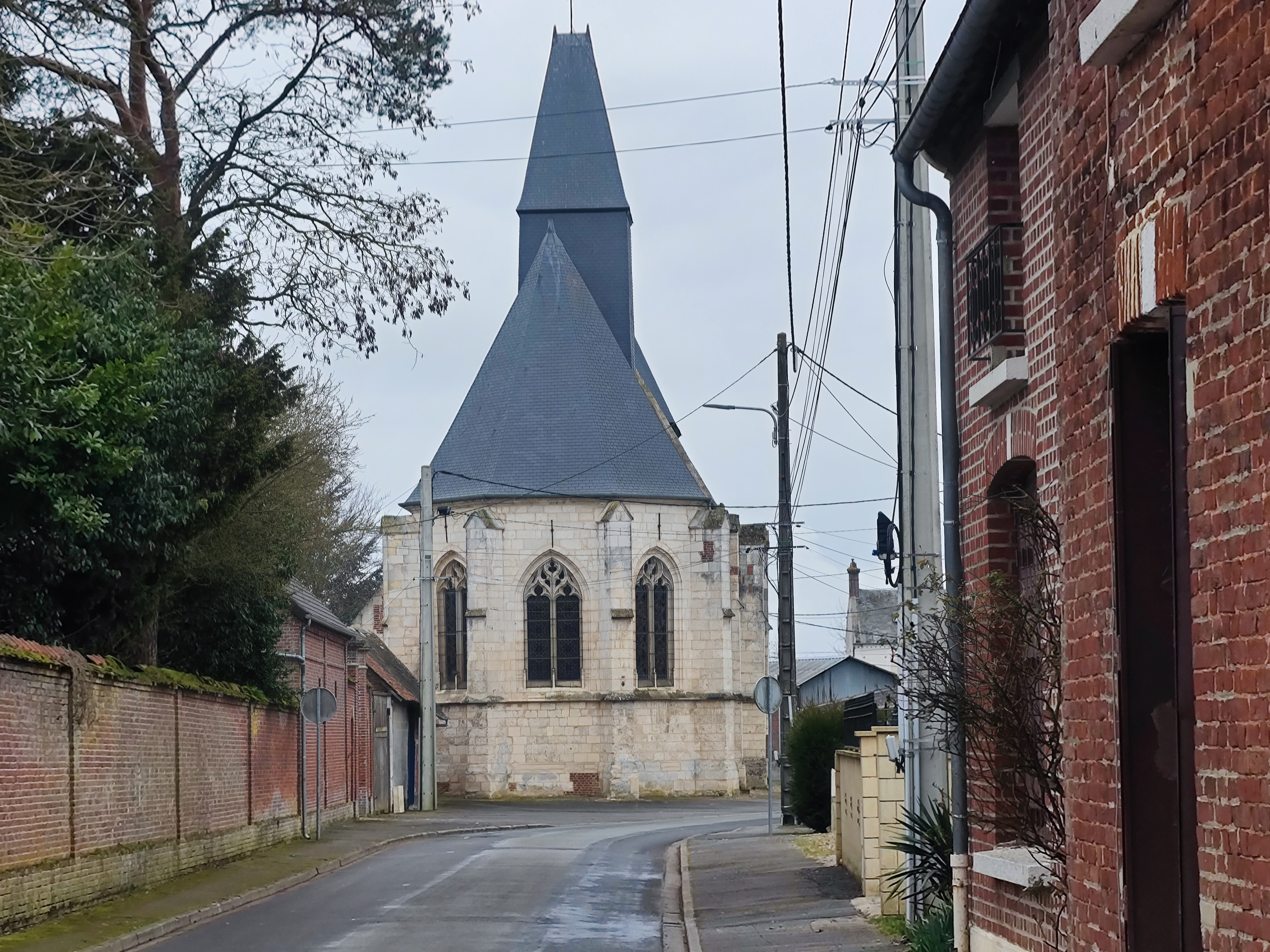
Chevet de l'église.
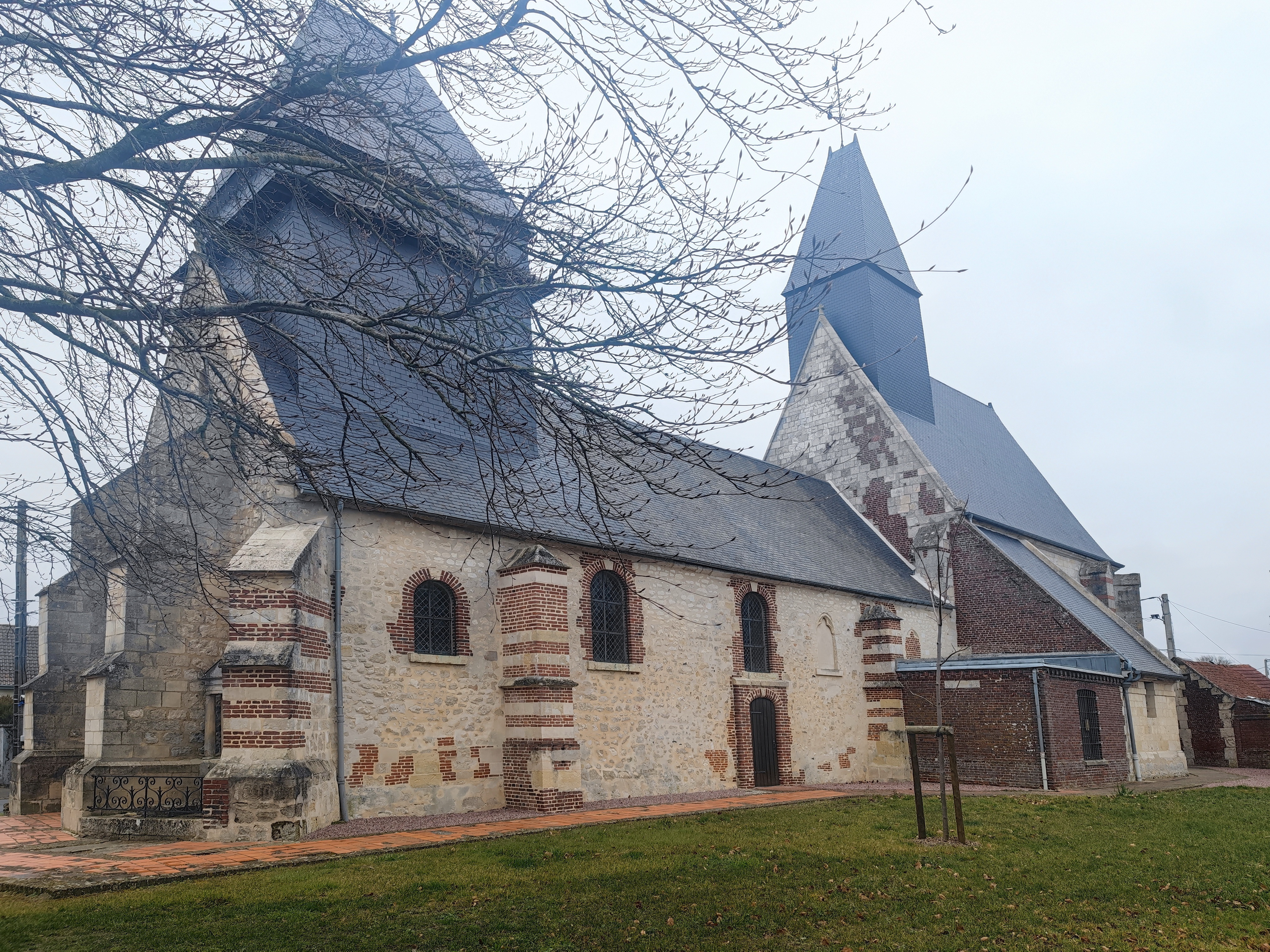

- Chapelle Saint-Sébastien de Provinlieu, reconstruite vers 1661[13]
- Statuette de saint Sébastien dans une niche de maison datant de la Première Guerre mondiale, rue de Provinlieu. À l'époque le choléra sévissait et l'épidémie s'était arrêtée à cette maison. C'est en remerciement que cette statue de saint Sébastien a été érigée[46].

- Monument aux morts formé d'un obélisque sur socle décoré d'une couronne de lauriers et d'une croix de guerre réalisé par le marbrier Boussard[47]

### Personnalités liées à la commune

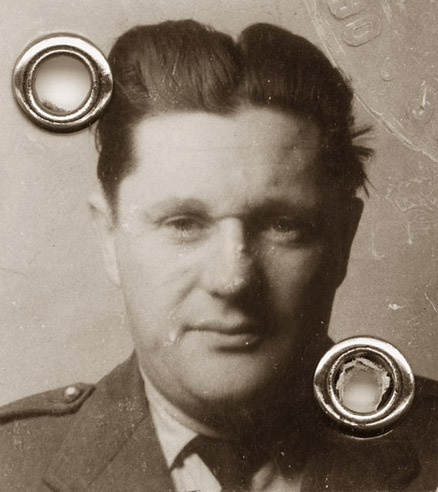
Roger Taillefer.

- Roger Taillefer (1907-1999) est un résistant qui a œuvré dans les réseaux de renseignements et de passeurs.

### Héraldique
| Blason de Froissy | Blason  | Écartelé : au premier au chevron accompagné, en chef de deux épi de blé et en pointe, d'une grappe de raisin, le tout d'or, au deuxième de sable à la croix d'argent chargée de cinq coquilles de gueules, au troisième d'argent au château de gueules maçonné de sable, au quatrième d'azur à la croisse abbatiale contournée d'or. |
| Blason de Froissy | Détails | Le statut officiel du blason reste à déterminer. |